# Швиттау, Георгий Георгиевич
Гео́ргий Гео́ргиевич Швитта́у (24 апреля 1875, Санкт-Петербург, Санкт-Петербургская губерния, Российская империя — 1 ноября 1950, Ярославль, Ярославская область, СССР) — российский и советский учёный-экономист, статистик, профессор, доктор экономических наук (1915).

## Биография
Родился 24 апреля 1875 года в Санкт-Петербурге в семье служащих. Окончив гимназию, поступил на юридический факультет Санкт-Петербургского университета, который окончил (с дипломом первой степени) в 1902 году, затем в 1908—1916 годах преподавал в альма-матер на кафедре политической экономии и статистики. В 1905 году уехал в двухлетнюю заграничную командировку (в основном работал в Берлине и Лондоне). В 1914 году принимал участие в подготовке второй (не состоявшейся в итоге) переписи населения России.
В качестве докторской диссертации защитил первый том своей работы «Квалифицированный труд», в котором исследовал законодательство, касающееся детского фабричного труда.
В 1916—1919 годах занимал должность профессора Новороссийского университета. В 1919 году отправился в заграничную командировку (по другой версии — эмигрировал) в Германии и Англии. С 1921 года работал в торговых представительствах СССР за рубежом, параллельно продолжая научную деятельность: написал книги «Русская кооперация на международном рынке» (1920), «Революция и народное хозяйство в России» (1922). В 1929—1933 годах работал в Академии сельскохозяйственных наук им. В. И. Ленина. В 1934—1937 годах преподавал в Иркутском институте советской торговли. С 1937 года профессор кафедры экономической географии Воронежского университета и заведующий кафедры экономической географии Воронежского педагогического института. В ноябре 1939 года представил в Высшую аттестационную комиссию (ВАК) документы на (повторное) присуждение учёной степени доктора экономических наук без защиты (ввиду получения степени доктора ещё в дореволюционное время), но положительное решение не было принято.
В 1942 году угнан на работу в Германию, жил в Познани, затем в Праге. Вернувшись в 1945 году в СССР, работал заведующим кафедрой экономической географии в Ярославском педагогическом институте.
Умер 1 ноября 1950 года в Ярославле.

## Научная деятельность
Сфера научных интересов — экономическая статистика и история трудовых отношений. Магистерская диссертация посвящена истории трудовых конфликтов в странах западной Европы, в качестве докторской диссертации защитил первый том своей книги «Квалифицированный труд», в которой исследовал законодательство в сфере детского фабричного труда.
В работе «Введение в экономическую статистику» (1910), получившую высокую оценку А. А. Кауфмана, впервые в российской науке описал методы экономической статистики.
Некоторые работы:
- Государственный бюджет в Англии. СПб., 1906;
- Профессии и занятия населения: Опыт критико-методологического исследования в области экономической статистики. СПб., 1909;
- Промышленные конфликты. СПб., 1911;
- Десять лет деятельности Общества помощи ручному труду: 1901—1910 гг. СПб., 1913;
- Квалифицированный труд. П., 1915. Ч. 1;
- Трудовая помощь в России. П., 1915. Ч. 1-2;
- Экономическая география в общей системе экономической науки. П., 1916.
- Русская корпорация на международном рынке. Берлин, 1920.
- Революция и народное хозяйство в России. 1917—1921. Лейпциг, 1922

В 1948 году вступил в Географическое общество СССР.